# Hydraena cuspidicollis
Hydraena cuspidicollis är en skalbaggsart som beskrevs av Perkins 1980. Hydraena cuspidicollis ingår i släktet Hydraena och familjen vattenbrynsbaggar. Inga underarter finns listade i Catalogue of Life.